# Rudolf Brandt
Rudolf Brandt (2 de junho de 1909, Frankfurt - 2 de junho de 1948) Advogado de profissão, Brandt foi o Oficial - Reichsführer SS (Persönlicher Referent vom Reichsführer SS) - Administrativo Pessoal de Heinrich Himmler e um réu no Julgamento dos Médicos em Nuremberg. Ele foi condenado por crimes de guerra e crimes contra a humanidade, e executado em 1948. Felix Kersten, um médico finlandês que supostamente salvou milhares de judeus influenciando Himmler durante a massagem terapêutica que lhe deu durante a guerra, tentou salvar Brandt da execução, Brandt o ajudou acrescentando nomes nas listas destinadas a salvar prisioneiros.

## Coleção de esqueletos judaicos
Originalmente, os "espécimes" a serem usados na coleção deveriam ser comissários judeus do Exército Vermelho capturados na frente oriental pela Wehrmacht. Os indivíduos finalmente escolhidos para a coleta foram obtidos de um grupo de 115 presos judeus no campo de concentração de Auschwitz na Polônia ocupada. Eles foram escolhidos por suas características raciais estereotipadas percebidas. As seleções iniciais foram realizadas pelo SS- Hauptsturmführer Dr. Bruno Beger e Dr. Hans Fleischhacker, que chegou a Auschwitz no primeiro semestre de 1943 e terminou os trabalhos preliminares em 15 de junho de 1943.

Devido a uma epidemia de tifo em Auschwitz, os candidatos escolhidos para a coleta de esqueletos foram colocados em quarentena para evitar que adoecessem e arruinassem seu valor como espécimes anatômicos. Em fevereiro de 1942, Sievers apresentou a Himmler, por meio de Rudolf Brandt, um relatório do qual o seguinte é um extrato lido no Julgamento dos Médicos de Nuremberg pelo general Telford Taylor, advogado-chefe da promotoria em Nuremberg:
Temos uma coleção quase completa de crânios de todas as raças e povos à nossa disposição. Apenas muito poucos espécimes de crânios da raça judaica, no entanto, estão disponíveis com o resultado de que é impossível chegar a conclusões precisas de examiná-los. A guerra no Oriente agora nos apresenta a oportunidade de superar essa deficiência. Ao obter os crânios dos comissários judeus-bolcheviques, que representam o protótipo do subumano repulsivo, mas característico, temos agora a chance de obter um documento científico palpável.
O método melhor e prático para obter e coletar este material de crânio poderia ser feito ordenando à Wehrmacht que entregasse vivos todos os comissários judeus-bolcheviques capturados à polícia de campo. Eles, por sua vez, devem receber diretrizes especiais para informar um determinado escritório em intervalos regulares do número e local de detenção desses judeus capturados e dar-lhes atenção e cuidado especial até que um delegado especial chegue. Este delegado especial, que se encarregará de guardar o 'material', tem a função de tirar uma série de fotografias previamente estabelecidas, medições antropológicas e, além disso, determinar, na medida do possível, os antecedentes, data de nascimento e outros dados pessoais do preso. Após a morte induzida posteriormente do judeu, cuja cabeça não deve ser danificada, o delegado separará a cabeça do corpo e a encaminhará ao seu devido ponto de destino em uma caixa hermeticamente selada especialmente produzida para este fim e preenchida com um fluido de conservação.

Chegando ao laboratório, os testes de comparação e a pesquisa anatômica do crânio, bem como a determinação da raça de características patológicas da forma do crânio, a forma e o tamanho do cérebro, etc., podem prosseguir. A base desses estudos serão as fotos, medidas e outros dados fornecidos na cabeça e, finalmente, os testes do próprio crânio.

## Julgamento e execução
Rudolf Brandt foi indiciado após a guerra pelo Tribunal Militar dos EUA, sob a acusação de:
1. Conspiração para cometer crimes de guerra e crimes contra a humanidade;
2. Crimes de guerra, a saber, a realização de experimentos médicos sem o consentimento dos sujeitos em prisioneiros de guerra e civis de países ocupados, bem como a participação no assassinato em massa de prisioneiros de campos de concentração;
3. Crimes contra a humanidade: cometer crimes descritos na contagem 2 também em cidadãos alemães; e
4. Filiação a uma organização criminosa, a SS.

Brandt, em comum com a maioria dos réus no Julgamento do Médico, foi absolvido na primeira acusação, pois o Tribunal sentiu que estava fora de sua jurisdição.

Ele foi considerado culpado nas outras três acusações, pois havia sido responsável pela administração e coordenação dos experimentos nos campos. Ele foi enforcado em 2 de junho de 1948, seu 39º aniversário.